# Provincia de Trípoli

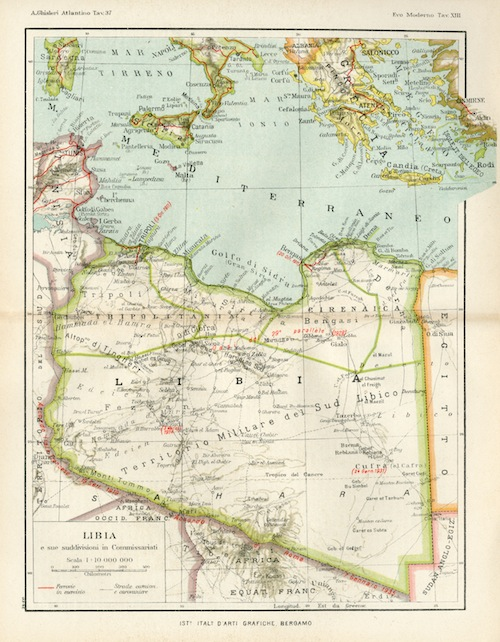
Provincias de la Libia italiana en 1938, mostrando la "Provincia de Trípoli" junto a Túnez

La Provincia de Trípoli (Provincia di Tripoli en italiano) fue una de las provincias de Libia bajo el dominio italiano. Se estableció en 1937, con el nombre oficial de Commissariato Generale Provinciale di Tripoli. Duró hasta 1947.

## Características
La "Provincia di Tripoli" estaba situada en el norte de Libia italiana, junto a Túnez. Su centro administrativo era la ciudad de Trípoli en la costa mediterránea y estaba dividida administrativamente en 6 secciones (llamadas "Circondari" en italiano):
- Tripoli
- Zauia
- Sugh el Giumaa
- Zuara
- Nalut
- Garian

La provincia experimentó un enorme crecimiento económico a finales de la década de 1930, con un gran desarrollo urbanístico de Trípoli, mientras los colonos italianos cultivaban las tierras (que habían vuelto a ser desérticas durante muchos siglos) y mejoraban la agricultura de la Libia italiana hasta alcanzar estándares internacionales. Esto se consiguió incluso con la creación de nuevos pueblos agrícolas.
La mayor parte de la población era musulmana, pero había una creciente comunidad de católicos debido a la inmigración de colonos italianos. En 1940 había más de 70.000 católicos (de los cuales 65.000 eran italianos).
Además, había casi 18.000 judíos en la zona de Trípoli. De hecho, tras la ocupación italiana de Libia en 1911, los judíos hicieron grandes progresos en materia de educación y condiciones económicas: en esa época, había unos 21.000 judíos en el país, la mayoría en Trípoli. A finales de la década de 1930, las leyes fascistas contra los judíos se aplicaron gradualmente, y los judíos fueron objeto de una represión moderada: aun así, en 1941 -debido incluso al rechazo parcial de esas leyes por parte del gobernador Italo Balbo- los judíos representaban una cuarta parte de la población de Trípoli y mantenían 44 sinagogas
A partir de 1939, la provincia se consideró oficialmente parte del Reino de Italia, con las mismas leyes. Fue una de las 4 nuevas provincias italianas de la llamada Quarta Sponda ("4ª Orilla") de la Italia Imperial de Mussolini. De hecho, el 9 de enero de 1939, la colonia de la Libia italiana fue incorporada a la "Italia Metropolitana" y, a partir de entonces, considerada parte integrante del Estado italiano (los franceses, en 1848, habían incorporado la Argelia francesa de la misma manera).
En la costa de la provincia se construyó en 1937-1938 un tramo de la Litoranea Balbia, una carretera que iba desde Trípoli y la frontera de Túnez hasta la frontera de Egipto. 

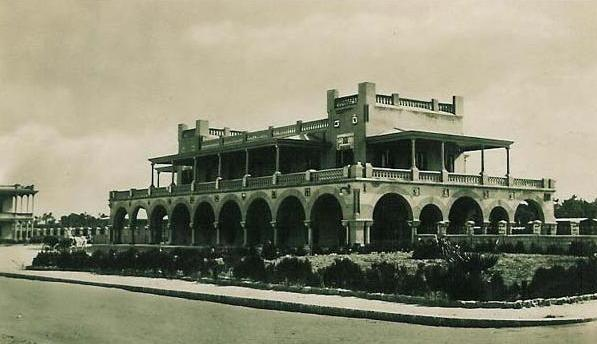
Estación de tren de Trípoli en 1940

La etiqueta del coche para la provincia italiana de Trípoli era "TL". En la provincia se creó incluso el Gran Premio de Trípoli, un evento internacional de automovilismo que se celebró por primera vez en 1925 en un circuito de carreras a las afueras de Trípoli (duró hasta 1940).
Trípoli disponía de una estación de ferrocarril con algunas pequeñas conexiones ferroviarias con las ciudades cercanas, cuando en agosto de 1941 los italianos comenzaron a construir un nuevo ferrocarril de 1040 km (con un ancho de vía de 1435 mm., como el utilizado en Egipto y Túnez) entre Trípoli y Bengasi.
Pero la guerra (con la derrota del ejército italiano) detuvo la construcción al año siguiente. El proyecto se detuvo en el otoño de 1942, dejando muchas infraestructuras como estaciones y carreteras de conexión ya realizadas en la "Provincia di Tripoli".

## Población
La población autóctona era árabe, con algunos bereberes en las montañas de Nafusa al sur de Trípoli y algunos miles de judíos y unos pocos malteses en la costa. Los italianos colonizaron las ciudades costeras y se instalaron principalmente en la capital, Trípoli, donde eran casi la mitad de los habitantes en 1940.
Según el censo de 1936, que permitía a los ciudadanos declarar su etnia, la población nativa de Trípoli estaba compuesta por un 79,1% de árabes, un 9,8% de bereberes, un 3,4% de negros, un 1,7% de turcos y un 6% de otros.
En la provincia de Trípoli miles de italianos (llamados "ventimilli") se trasladaron a vivir en 1938 y 1939 y fundaron algunos pueblos agrícolas (como "Bianchi", "Giordani", "Oliveti", "Marconi", etc..).
Según el censo italiano de Libia de 1939, these were the main population data:

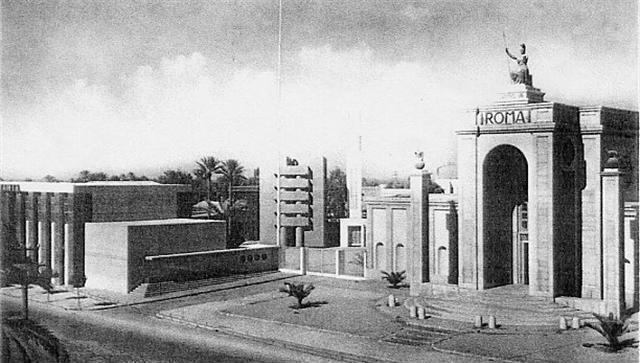
Tripoli International Fair in Tripoli, Libya.

| CIUDAD        | HABITANTES   | ITALIANOS | NOTAS                                                                                               |
| ------------- | ------------ | --------- | --------------------------------------------------------------------------------------------------- |
| Tripoli       | 111,124 pop. | 41,304    | Casi 50.000 italianos vivían en la ciudad y sus alrededores: El 37% de los habitantes de la ciudad. |
| Castel Benito | 10,759 pop.  | 567       | Los italianos eran casi el 5%.                                                                      |
| Zanzur        | 14.408 pop.  | 289       | Los italianos eran casi el 2%.                                                                      |
| Bianchi       | 2,854 pop.   | 2,854     | Italian agricultural village founded in 1937 by ETL & INFPS                                         |
| Giordani      | 2,300 pop.   | 2,300     | Italian agricultural village founded in 1938 by ETL & INFPS.                                        |
| Oliveti       | 1,300 pop.   | 1,300     | Italian agricultural village founded in 1938 by INFPS & ETL.                                        |
| Zuavia        | 30,033 pop.  | 2,040     | Italians were nearly 6%.                                                                            |
| Sorman        | 13,137 pop.  | 262       | Italians more than 2%.                                                                              |
| Sabratha      | 23,407       | 397       | Italians were 1,7%.                                                                                 |
| Zuwara        | 27,956 pop.  | 662       | Italians were nearly 2%.                                                                            |
| Castelverde   | 6,458 pop.   | 270       | Italians were nearly 4%: today is called GASR GARABULLI.                                            |
| Mizda         | 1,113 pop.   | -         | Pueblo mayoritariamente bereber.                                                                    |
| Giado         | 14,466 pop.  | 48        | Italians were 0,3%.                                                                                 |
| Nalut         | 20,471 pop.  | 126       | Italians were 0,6%.                                                                                 |